# 동물생식학
동물생식학(theriogenology)은 동물 생식과 관련된 수의학의 전문 분야이다. 여기에는 동물의 남성 및 여성 생식 기관의 생리학 및 병리학, 수의 산부인과(veterinary obstetrics), 여성의학과, 남성의학과 및 보조 생식 기술(assisted reproductive technology, ART)의 임상 실습이 포함된다. 동물생식학자(theriogenologist)는 정액 분석(semen analysis), 평가 및 처리, 동물 번식(animal breeding) 건전성, 시험관내수정(in vitro fertilisation, IVF), 배아 이식(embryo transfer) 및 산과(obstetrics)와 같은 동물 생식에 대한 고급 교육을 받은 수의사이다. 미국에서는 모든 동물생식학자(theriogenologist)가 American College of Theriogenologists의 이사회 인증을 받았다.

## 같이 보기
- 인공수정#동물
- 동물의 성적 행동

## 참고 문헌
- Dorland, W. A. Newman (2012). 《Dorland's Illustrated Medical Dictionary.》. Philadelphia, PA: Saunders/Elsevier. 1914쪽. ISBN 978-1-4160-6257-8. OCLC 706780870.